# Mala vida
Singles de Mano Negra
King Kong Five
Mala vida (en espagnol, littéralement, « Mauvaise vie » mais dans le contexte de la chanson " Mal de vivre ") est une chanson du groupe de musique Mano Negra, écrite par Manu Chao, sortie en 1988 sur le premier album du groupe, Patchanka.
La chanson raconte l’histoire d’un homme qui brûle d’amour pour une gitane qui le maltraite et lui procure un mal de vivre.

## Historique
La première version date de 1984, quand Manu Chao l'a enregistrée avec son groupe les Hot Pants sur une cassette démo.
Ce morceau est devenu un tube et a propulsé le groupe comme au statut de grand espoir du rock français[réf. nécessaire].
Depuis la séparation du groupe, Manu Chao continue de chanter cette chanson dans ses concerts et on la retrouve sur plusieurs de ses albums live : Radio Bemba Sound System, Baionarena...

## Vidéoclip
Le clip, tourné en noir et blanc, a été réalisé par François Bergeron. Il est réalisé dans un style cinéma muet / burlesque américain.

## Reprises
- Yuri Buenaventura l'a reprise en salsa sur son deuxième album Yo Soy en 2000, version que l'on retrouve sur la compilation Mano Negra Illegal sortie l'année suivante, en 2001.
- Le groupe belge Janez Detd l'ont repris en 2003.
- Le groupe Gogol Bordello a repris Mala Vida sur son album East Infection sorti en 2005.
- Le groupe Les Fatals Picards a repris le refrain de Mala Vida pour le titre Noir[s] de l'album Coming out sorti en 2011.
- Olivia Ruiz a repris Mala Vida pour le quatrième album Couleurs sur Paris du projet musical Nouvelle Vague sorti en 2010.

## Dans la culture
Sauf indication contraire, les informations mentionnées dans cette section peuvent être confirmées par le générique de fin de l'œuvre audiovisuelle présentée ici, ainsi que par la base de données cinématographiques IMDb,  présente dans la section « Liens externes ».La chanson figure notamment dans la bande originale de Nos 18 ans de Frédéric Berthe et du film Hippocrate. Elle figure aussi dans le film Adieu les cons d'Albert Dupontel.